# Cherquesos
Los cherquesos son un grupo étnico del noroeste del Cáucaso, dentro de los circasianos, originarios de Circasia, que viven principalmente en la república rusa de Karacháyevo-Cherkesia, donde componen el 11% de la población. Su idioma es el cherqueso, que pertenece a las lenguas circasianas, dentro de la familia caucásica noroccidental.
Los circasianos emigraron desde Cabardia (en la actual república rusa de Kabardino-Balkaria) entre 1780 y 1825, estableciéndose en los valles altos de los ríos Zelenchuk y Urup, en Karacháyevo-Cherkesia. En 1785, el norte del Cáucaso se había convertido en una provincia rusa. En las grandes guerras territoriales subsiguientes entre Rusia, Persia y el Imperio otomano, se libraron numerosos e intensos combates en la región del Cáucaso. Los circasianos opusieron una larga resistencia a la dominación rusa y cuando fueron finalmente derrotados en 1864, unos cuatrocientos mil resultaron muertos. Más de un millón de circasianos tuvieron que huir de la tierra de sus antepasados e ir a Turquía con tan solo la esperanza de regresar algún día. Según las afirmaciones de muchos historiadores, solo la mitad de ellos llegó a Turquía. Muchos se convirtieron al islam.